# 阿利湖
55°36′12″N 47°43′45″E / 55.6033°N 47.7292°E

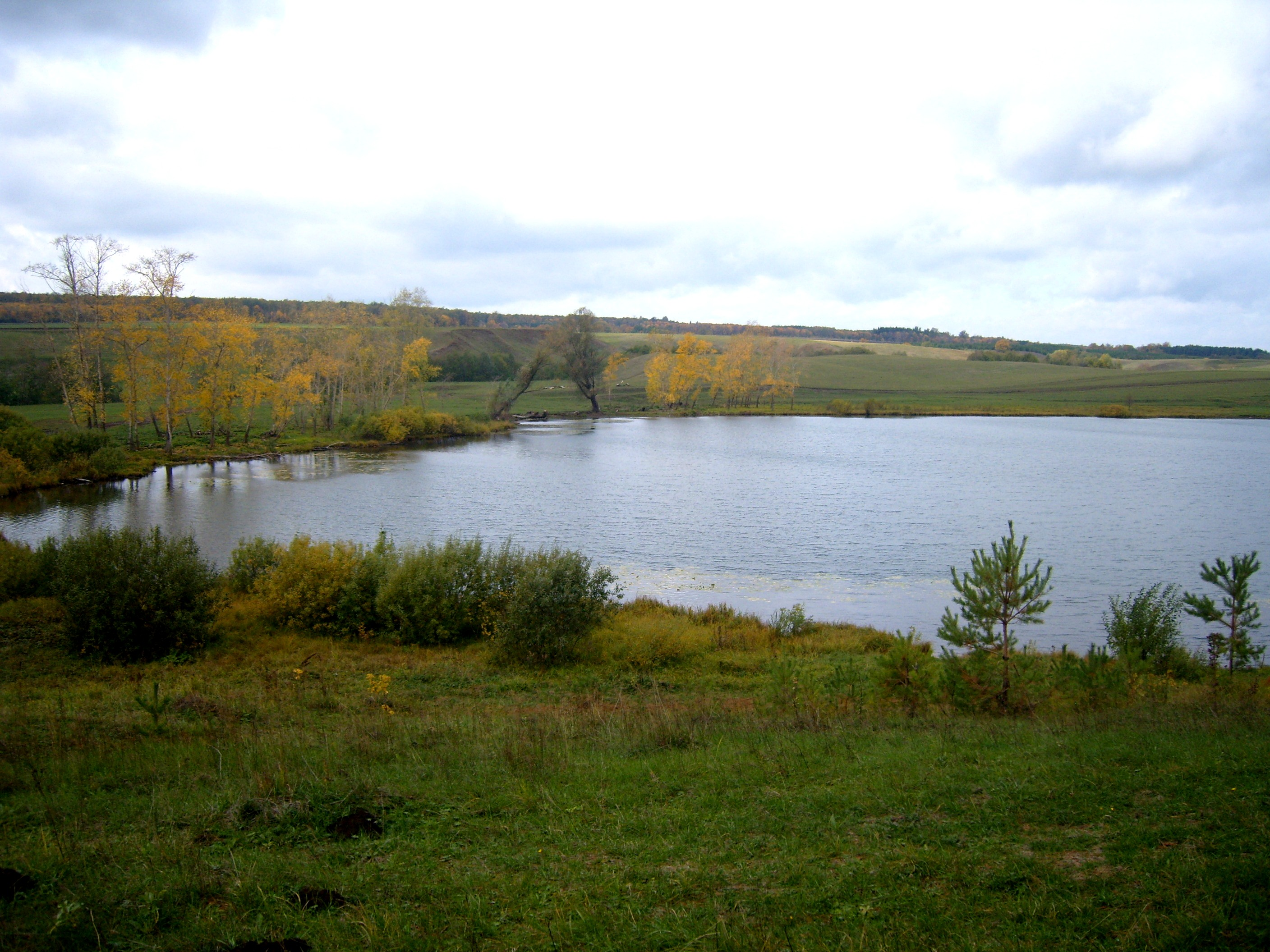

阿利湖（俄语：Аль），是俄羅斯的湖泊，位於該國西部楚瓦什共和國，由揚季科沃區負責管轄，長0.29公里、寬0.23公里，面積0.04平方公里，海拔高度136米，平均水深8米，最大水深11.3米。